# Edaphosauridae
Gli edafosauridi (Edaphosauridae) sono una famiglia di tetrapodi pelicosauri vissuti tra il Carbonifero superiore e il Permiano inferiore in Nordamerica.
La caratteristica predominante di questi animali era data da una “vela” di pelle, analoga a quella dei contemporanei sfenacodontidi come il dimetrodonte, dalla probabile funzione termoregolatrice. Gli edafosauri sono tra i primi animali erbivori di terraferma noti. Le forme più primitive, come Ianthasaurus, non superavano i 60 centimetri di lunghezza, mentre animali successivi, come Edaphosaurus, potevano oltrepassare i tre metri.